# The Devil's Carnival

The Devil's Carnival est un film américain réalisé par Darren Lynn Bousman, sorti en salles aux États-Unis le 30 mars 2012. Toujours aucune sortie en France prévue. 
C'est  un film à sketches musical, burlesque et fantastique, au cœur d'un cirque de l'horreur. 

## Synopsis
Trois personnes, une femme attirée par l'or et les bijoux, une jeune femme qui choisit toujours les mauvais garçons et un père à la recherche de son fils, se retrouvent dans un cirque infernal tenu par le Diable. Tous trois sont destinés à répéter les pêchés qui les ont condamnés à ce dangereux carnaval…

## Fiche technique
- Titre original: The Devil's Carnival
- Réalisateur : Darren Lynn Bousman
- Scénario : Terrance Zdunich

## Distribution
- Emilie Autumn : la poupée peinte
- Shem Andre Byron : musicien de « l'enfer harmonique »
- Dayton Callie : le vendeur de tickets
- Shawn Crahan : le dompteur
- Briana Evigan : Ms Merrywood
- Sean Patrick Flanery : John
- George Frangadakis : « L'homme ombre »
- Ginny Glaser : « La fille « Goth » »
- Zach Kasik : musicien de « l'enfer harmonique »
- Zero Kazama : « Le porteur d'incendie »
- Maggie Rose Lally : « La jeune fille du malheur » (Maggie 'Capitaine Maggots' Lally)
- J. LaRose : La major
- Jessica Lowndes : Tamara
- Benjamin Michael Marsh : Carnie
- Laura Meadows : musicien de « l'enfer harmonique »
- Hannah « Minx » Wagner (en) : jeune fille du malheur [traduction de Woe-Maiden ; à vérifier]
- Ivan Moody : Hobo Clown